# Somaterapia

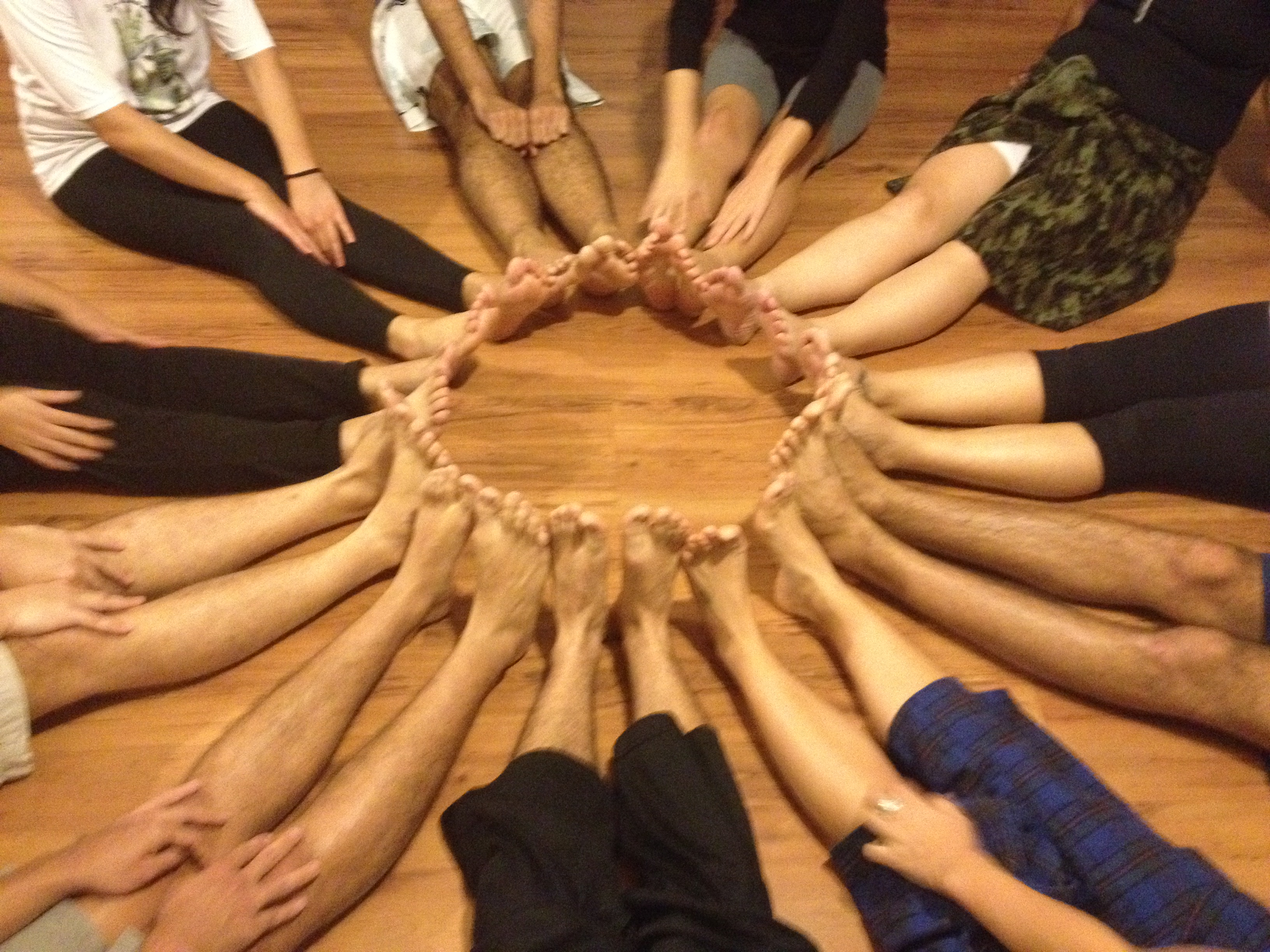
Exercício da Somaterapia

Somaterapia ou apenas Soma é uma terapia corporal e em grupo criada no Brasil pelo escritor e terapeuta Roberto Freire, a partir das teorias de Wilhelm Reich e do Anarquismo.

## Etimologia
Foi em meados da década de 1970 que foi adotada a terminologia soma ao processo terapêutico recém criado, palavra que vem do grego e significa "corpo". Porém, ao referir-se à ideia de corpo, Freire buscava romper com a noção que normalmente se é referido, como algo que está abaixo do pescoço. Dessa forma e respeitando um princípio unicista, o corpo é trabalho em sua totalidade, em seu todo somático, sem divisões entre mente e corpo ou mundo inteligível e mundo sensível, por exemplo. Para Freire, “soma significa a totalidade viva da pessoa em um todo abrangente de energia vital materializada em algo pulsante, dinâmico, metabólico e finito.” (Soma - Vol. 1 - A Arma é o Corpo)
A Somaterapia se constitui desta forma como um processo onde a razão é utilizada a serviço do entendimento da vida, afetando e sendo afetada por sensações e percepções, e por acontecimentos que nos emocionam e que geram prazer ou satisfação. O projeto da Soma em certa medida defende um materialismo filosófico atrelado à ideia de “ver” o visível, o constatável em uma imanência corporal, recusando-se ao imaginário dos idealistas.

## Prática
A Soma é uma terapia libertária e como tal entende o comportamento humano a partir do cotidiano das pessoas e suas interações sociais. São os jogos de poder, presentes nas micro-relações cotidianas que produzem o germe do autoritarismo social, onde valores capitalistas como a propriedade, a competição, o lucro e a exploração já não devem ser tratados apenas como questões de mercado e ideologia. Torna-se inegável a influência destes valores sobre áreas vitais das relações humanas. Para a Soma, portanto, a política começa no dia-a-dia, no que chamamos de uma política do cotidiano e está diretamente implicada em nosso funcionamento emocional.
Em sua prática, associa a cultura libertária à noção de uma psicoterapia. Propõe-se a ser pedagógica à medida que busca levar seus participantes a uma reflexão sobre suas vidas e seu papel social, assim como a descobertas de suas características mais singulares. Sua função terapêutica é objetivada e atingida em decorrência da própria ação pedagógica e das perspectivas que se abrem em função disso.

## História da Somaterapia
A Soma emerge em pleno período da ditadura civil-militar instaurado no Brasil em 1964, como uma prática voltada a oferecer suporte terapêutico aos perseguidos políticos. Seu surgimento está intimamente relacionado à luta por mais liberdade nos diferentes âmbitos da vida social.
A juventude militante que lutava contra a ditadura não dispunha de um método terapêutico em que pudesse confiar, politicamente, no atendimento dos desequilíbrios emocionais e psicológicos provocados em suas vidas pela rejeição e repressão autoritárias das famílias burguesas, ligadas à repressão dos militares e políticos fascistas.
Durante muitos anos, depois de 68, Freire fez atendimento clandestino aos militantes clandestinos e foi nesses momentos que a Soma descobriu e confirmou na prática seus fundamentos teóricos e políticos, bem como encontrou a força motivadora para uma ação verdadeiramente revolucionária. Mais tarde, ele pode trabalhar legalmente e transformá-la também numa fonte de finanças para a manutenção das famílias de militantes clandestinos ou vitimadas por fuga, prisão ou morte.
Foi fundamental o encontro e a convivência de Freire e da Soma recém-nascida com os criadores e os frequentadores do Centro de Estudos Macunaíma, em São Paulo. Esse Centro, no tempo em que funcionava na casa de Mário de Andrade, na rua Lopes Chaves, Barra Funda (hoje Casa Mario de Andrade), durante a década de 70, era dirigido por Myriam Muniz e por Sylvio Zilber. Recebia inspiração e orientação do pintor, cenógrafo e arquiteto Flávio Império. Roberto Freire juntou-se a eles antes mesmo de morarem juntos e a trabalhar, criando ali quase parte substancial dos exercício terapêuticos ainda hoje utilizados na prática da Soma.

## Coletivo Anarquista Brancaleone
Trata-se de um Coletivo Libertário criado em 1991, formado pelos somaterapeutas em atividade e em formação. Sua principal função é a de desenvolver e praticar a Somaterapia, privilegiando o trabalho em autogestão e a ética libertária. Em todos esses anos de trabalho autogerido, o Brancaleone sempre procurou reafirmar sua postura radicalmente anarquista, no que atualmente é definido como o Anarquismo Somático, onde o prazer se torna referencial ético na construção da autonomia do indivíduo. As atividades do Coletivo Brancaleone além dos grupos de Soma, se estendem também para a publicação de livros, cursos, palestras entre outros ações. Em 2006, foi criado um curso de Extensão Universitária "Introdução à Somaterapia" na UERJ, no Rio de Janeiro, levando a Soma para as salas de aula desta instituição. A entrada na Universidade, à convite do Departamento de Psiquiatria da UERJ, é um importante reconhecimento acadêmico da Soma e sua história na Psicologia brasileira.
Durante os últimos vinte anos de atividade, os somaterapeutas estiveram trabalhando e desenvolvendo a Soma sob a supervisão de Roberto Freire. Em maio de 2008, Freire faleceu e o Coletivo Brancaleone segue desenvolvendo a Soma e o legado de seu criador.